# Poutine
Poutine este un fel de mâncare tipic din Québec, preparat din cartofi prăjiți, brânză și sos.